# Abraxas tatsienlua
Abraxas tatsienlua är en fjärilsart som beskrevs av Eugen Wehrli 1931. Abraxas tatsienlua ingår i släktet Abraxas och familjen mätare. Inga underarter finns listade i Catalogue of Life.